# Avet del Pla de la Selva
L'avet del Pla de la Selva o avet de les Fonts (Abies alba) és un arbre que es troba al poble d'Àreu (el Pallars Sobirà) i un dels avets més grans del Pirineu català.

## Dades descriptives
- Perímetre del tronc a 1,30 m: 4,15 m.
- Perímetre de la base del tronc: 8,63 m.[1]
- Alçada: 32 m.
- Amplada de la capçada: 10,8 m.
- Altitud sobre el nivell del mar: 1.688 m.

## Entorn
Aquest arbre es troba al Parc Natural de l'Alt Pirineu, al camí que porta a la pica d'Estats, des de l'inici a Àreu fins a arribar al pla. Al llarg del camí hi ha una representació de tots els boscos pirinencs. A la tardor, es produeix una simfonia de colors extraordinària: bedoll, blada, freixe, moixera de guilla, pi roig, pi negre i gatsaule. A l'estrat herbaci hi abunda l'herba fetgera, la pelosella, la prunel·la i el polístic pirinenc, i la gerdera i el saüquer roig quant a arbustos. És l'hàbitat del gall fer comú, del qual s'hi poden observar rastres que ho evidencien: pinyes de pi negre inserides en l'escorça per tal de treure'n el pinyó.

## Aspecte general
Ha arribat fins als nostres dies amb un aspecte vigorós tot i els usos que ha tingut en el passat (combustible d'una farga, font de carbó vegetal, etc.). A la base hi ha un típic foc de pastor, que hi ha deixat senyal. Presenta la típica sequera de brancatge baix, a causa del procés d'autoaclarida propi de la biologia de l'arbre. No mostra símptomes de necrosi o de patologies importants. Segurament és l'arbre mare de molts dels avets que l'acompanyen a l'excepcional avetosa on creix.